# Episodi di Veep - Vicepresidente incompetente (seconda stagione)
La seconda stagione della serie televisiva Veep - Vicepresidente incompetente, composta da 10 episodi, è stata trasmessa dal 14 aprile al 23 giugno 2013 sul canale via cavo statunitense HBO.
In Italia, la stagione è andata in onda in prima visione sul canale satellitare Sky Atlantic dal 23 luglio al 6 agosto 2014.
| nº | Titolo originale     | Prima TV USA   | Prima TV Italia |
| -- | -------------------- | -------------- | --------------- |
| 1  | Midterms             | 14 aprile 2013 | 23 luglio 2014  |
| 2  | Signals              | 21 aprile 2013 | 23 luglio 2014  |
| 3  | Hostages             | 28 aprile 2013 | 30 luglio 2014  |
| 4  | The Vic Allen Dinner | 5 maggio 2013  | 30 luglio 2014  |
| 5  | Helsinki             | 12 maggio 2013 | 30 luglio 2014  |
| 6  | Andrew               | 19 maggio 2013 | 30 luglio 2014  |
| 7  | Shutdown             | 2 giugno 2013  | 6 agosto 2014   |
| 8  | First Response       | 9 giugno 2013  | 6 agosto 2014   |
| 9  | Running              | 16 giugno 2013 | 6 agosto 2014   |
| 10 | D.C.                 | 23 giugno 2013 | 6 agosto 2014   |